# Società Sportiva Ponziana 1936-1937
Questa voce raccoglie le informazioni riguardanti la Società Sportiva Ponziana nelle competizioni ufficiali della stagione 1936-1937.